# 베르제이

베르제이의 위치

베르제이(슬로베니아어: Veržej, 독일어: Wernsee 베른제[*])는 슬로베니아의 도시로 면적은 12.0km2, 인구는 1,354명(2002년 기준), 인구 밀도는 112.8명/km2이다.